# Arsenal F.C.
Arsenal Fodbold Klub er en professionel fodboldklub der ligger i Islington, London, England, der spiller i Premier League, den øverste række af engelsk fodbold. Klubben har vundet 13 ligatitler (inklusiv én “invincibles” titel), en rekord 14 FA Cups, to League Cups, 16 FA Community Shields, League Centenary Trophy, en European Cup Winners 'Cup og en Inter-Cities Fairs Cup.
Arsenal blev grundlagt i 1886 som Dial Square, kort efter skiftede klubben navn til Royal Arsenal, og i 1891 skiftede klubben igen navn til Woolwich Arsenal. Den sidste navneskift kom i 1914, hvor klubben fik sit nuværende navn Arsenal F.C.. Klubben er i dag hjemhørende i det nordlige London. Indtil 2006 havde Arsenal hjemmebane på Highbury, som med kun 38.500 siddepladser ikke stod mål med klubbens ambitioner. Da det ikke var muligt at udbygge det gamle Highbury yderligere, valgte klubben derfor at bygge et nyt stadion (Ashburton Grove/Emirates Stadium) i Islington – også i det nordlige London – med plads til 60.355 tilskuere.
Arsenal er den eneste Londonklub, der har sin egen undergrundsstation.
Arsenals træner er Mikel Arteta.
Arsenal er desuden det hold, som har den længste ubrudte række af sæsoner i bedste engelske række, idet klubben ikke har været ude af bedste række siden oprykningen i 1919.
Deres jubelår må siges at være 2002, hvor de både vandt Premier League og FA Cup (også kendt som "The Double"). Et helt specielt øjeblik indefor sport, og det første sådanne tilfælde i Premier Leagues historie, skete i 2003-04 sæsonen da de vandt ligaen uden at tabe en eneste kamp. Derfor blev holdet kendt som "The Invincibles". Et andet succesår for klubben var 2005-06 hvor de kom i Champions League-finalen, mod Barcelona som dog blev tabt 2-1.

## Historie
Der er for få eller ingen kildehenvisninger i denne artikel, hvilket er et problem. Du kan hjælpe ved at angive troværdige kilder til de påstande, som fremføres i artiklen.

Arsenal blev stiftet som Dial Square i 1886 af arbejdere fra våbenfabrikken Royal Arsenal i Woolwich, men blev kort efter omdøbt til Royal Arsenal. I 1891 blev navnet ændret igen, denne gang til Woolwich, da klubben gik over til at være professionel. Klubben indgik i 1883 i Football League, og startede i Second Division. I 1904 rykkede den op til First Division. På grund af klubbens geografiske placering, betød lave tilskuertal at klubben gik fallit i 1910.
I 1913 vendte klubben tilbage til Second Division, og flyttede fra Woolwich over Themsen til det nye stadion Arsenal Stadium i Highbury, nord for London. Den opgav derfor navnet Woolwich. Arsenal sluttede som nummer fem i 1919, men blev valgt til at igen at indtræde i First Division på bekostning af lokalrivalerne fra Tottenham Hotspur, hvilket kun gjorde rivaliseringen mere intens.
I 1925 ansatte Arsenal Herbert Chapman som træner. Chapman havde vundet ligaen med Huddersfield Town F.C. i 1923-24 og igen i 1924-25. Hans revolutionerende taktik og træning sammen med anskaffelsen af stjernespillere som Alex James og Cliff Bastin lagde grunden til klubbens dominans i engelsk fodbold i 1930'erne. Mellem 1930 og 1938 vandt Arsenal fem mesterskaber og FA Cuppen to gange. Chapman døde d. 6. januar 1934, uden at opleve sin klubs succes. Chapman var efter sigende ansvarlig for at undergrundsstationen Gillespie Road blev omdøbt til Arsenal i 1932. Arsenal er stadigvæk den eneste fodboldklub i England, der har givet navn til en undergrundsstation. George Allison efterfulgte Chapman. Arsenal var det første hold nogensinde der spillede en kamp på live tv, Tirsdag d. 16 September på Highbury var dagen Arsenal skulle spille træningskamp, 1-holdet mod reserverne.
Efter suspensionen af engelsk fodbold under anden verdenskrig, vandt Arsenal ligaen i 1947-48 og igen i 1952, under ledelse af Tom Whittaker. Desuden vandt de FA Cuppen i 1949-50. 1950'erne og 1960'erne fulgte en periode uden den store succes.
Arsenals anden succesrige periode begyndte, da man ansatte Bertie Mee som træner i 1966. Efter at have tabt to ligacupfinaler, vandt de FA Cuppen og Inter-Cities Fairs Cuppen i 1969-70, efterfulgt af klubbens første "double" i 1970-71 (vinder i både ligaen og Fa Cuppen). Denne succes blev ikke fulgt op, og Arsenal endte som to i ligaen i 1972-73, tabte tre FA Cup-finaler (1971-72, 1977-78 og 1979-80) og tabte pokalvindernes Europa Cup-finale i 1979-80 på straffespark. Deres eneste succes i denne periode var, da de slog Manchester United i 1978-79 i FA Cup-finalen.
I 1986 blev den tidligere Arsenal-spillere George Graham udnævnt til manager, hvilket begyndte klubbens tredje succesfulde periode. I Grahams første sæson som manager, 1986-87, vandt Arsenal liga cuppen. Dette blev efterfulgt af ligatitlen i 1988-89, efter et mål i sidste minut i sæsonens sidste kamp. Arsenal var foran 1-0, hvilket betød at Liverpool ville vinde mesterskabet, men i sidste minut scorede Michael Thomas til 2-0 og Arsenal vandt ligaen på målforskel. I 1990-91 vandt Arsenal ligaen igen i en sæson hvor de kun tabte en ligakamp. Arsenal vandt både ligacupen og FA-cupen i 1992-93 og sin anden europæiske triumf i pokalvindernes turnering i 1993-94. George Grahams blev fyret i 1995 hvorefter Bruce Rioch overtog styringen. Han forlod klubben efter en enkelt sæson.  
Arsène Wenger blev manager i 1996. Under ledelse af Arsène Wenger, gik Arsenal ind i deres dominerende rolle i Premier League. I de første sæsoner vinder de op til flere mesterskaber, mens de har tætte dueller med Manchester United om at blive engelske mestre op igennem 90'erne og 00'erne. Arsenal er det eneste hold i Premier leagues historie, til at gå ubesejret igennem en hel sæson. Det gjorde de i 2003-04 sæsonen med 26 sejre, 12 uafgjorte og 0 nederlag. Arsenal har også under deres tid med Wenger i spidsen, været i store europæiske scener. En gang i Uefa Cup finalen i 2000, hvor de spillede imod Galatasaray i Parken i København. Her tabte de finalen på straffesparks konkurrence. Men det største de har opnået i europæiske historie, er da de kommer i UEFA Champions League finalen 2006 og møder FC Barcelona. Her taber de finalen 2-1.  
Efter Flytningen fra det gamle Highbury stadium efter 93 år til Emirates Stadium, får Arsenal en periode under Wenger i spidsen som manager, nogle svingene resultater i ligaen. De forholder sig stadig inden for top 4 og kommer med i Champions League, men de bliver ikke engelske mestre. Arsenal vinder FA-Cuppen i 2014 og igen i 2017. I 2017-18 sæsonen er det slut for Arsène Wenger. Efter Massivt pres fra tilskuerne og dårlige resultater i ligaen, vælger Wenger at Stoppe som Arsenals manager efter 22 år.   
Arsenal vælger at ansætte Unai Emery som træner, som havde stor succes i den franske klub Paris Saint-Germain F.C. I hans første sæson bliver Arsenal nummer 5 og kommer i UEFA Europa League finalen 2019, hvor de møder en af Londonrivalerne fra Chelsea F.C. Her taber de igen i en europæisk finale med 4-1. Sæsonen efter, får Arsenal en af de værste sæsonstarter de har haft, og det ender også med en fyring af Unai Emery. De ansætter midlertidig Arsenal legenden fra Invincible-tiden Freddie Ljungberg.   

I December 2019 ansætter Arsenal en anden tidligere legende. Her blev valget af Mikel Arteta sat på som træner i klubben. I løbet af foråret i 2020 under Coronaviruspandemien bliver mange kampe udsat, og der bliver spillet med tomme tilskuerpladser. Arsenal ender sæsonen af med at blive nummer 8, hvilket er den laveste placering de har haft siden 1995. De vinder derimod FA-Cuppen i 2020, som bliver den 14 FA-Cup titel i klubbens historie.   

## Stadion
Mens klubben havde hjemme i det sydøstlige London, spillede Arsenal på Manor Ground i Plumstead, bortset fra en tre-årig periode mellem 1890-1893, hvor de spillede på det nærliggende Invicta Ground. Manor Ground var oprindeligt bare en mark, indtil klubben opførte tribune og ståpladser til deres første ligakamp i september 1893. De spillede deres hjemmekampe på Manor Ground de næste 20 år, (undtagen 1894/1895-sæsonerne), indtil de flyttede til det nordlige London i 1913.
Efter at klubben var flyttet til Nordlondon, spillede de på Highbury, som var klubbens hjemmebane fra september 1913 til maj 2006. Det oprindelige stadion blev designet af den berømte fodboldarkitekt Archibald Leitch. Stadionet havde fællestræk med mange andre fodboldstadioner i England fra den periode med en enkelt overdækket ståtribune og tre åbne tribuner på siderne. Hele stadionet blev renoveret i 1930'erne: Der blev bygget nye tribuner på vest- og østsiderne, som blev taget i brug i 1932 og 1936. Der blev desuden tilføjet et tag til North Bank-tribunen, som blev bombet under Anden Verdenskrig og ikke genopbygget før 1954.
Der kunne være 60.000 tilskuere på Highbury, da der kunne være flest. Indtil 1990 kunne der være 57.000. Efter Taylor-rapporten blev Arsenal pålagt at ændre stadionet til udelukkende at bestå af siddepladser. Det reducerede kapaciteten til 38.419 tilskuer fra 1993-1994-sæsonen. Det var nødvendigt at reducere tilskuertallet yderligere i forbindelse med Champions League-kampe for at kunne tilføje flere reklamebannere. På grund af dette spillede Arsenal sine hjemmekampe i Champions League på Wembley stadion, som havde plads til 70.000 tilskuere.
En udvidelse af Highbury var forbundet med en del restriktive krav, eftersom den østlige tribune var underlagt fredningsbestemmelser i henhold til, at den var kategoriseret på niveau Grade II på listen over fredede bygninger i UK. De andre tre tribuner var alle placeret tæt på beboelsesejendomme. Dette begrænsede klubben i at kunne opnå tilstrækkelig indtjening i forbindelse med kampdage i 1990'erne og det første årti i det nye årtusinde, hvilket udgjorde en risiko for, at Arsenal ikke ville kunne opretholde det samme økonomiske niveau som deres konkurrenter. I 2000 fremlagde Arsenal et nyt stadionprojekt til 60.355 tilskuere ved Ashburton Grove, hvilket senere er blevet omdøbt til Emirates Stadium, som ligger 500 meter fra Arsenals gamle hjemmebane Highbury. Stadionet var færdigt i juli 2006 og blev navngivet efter flyselskabet Emirates, som Arsenal indgik den største sponsoraftale i engelske fodbold med til en værdi af omkring 100 millioner engelske pund. En del fans refererer til stadionet som Ashburton Grove eller the Grove, da de var imod at indgå sponsoraftaler om navnet. Stadionet er officielt kendt som Emirates Stadium (minimum til 2018), og Emirates vil samtidigt være klubbens trøje sponser til og med 2018-19-sæsonen. Siden 2010-11 har de forskellige tribuner officielt blevet kaldt North Bank, East Stand, West Stand and Clock end.

## Spillere

### Nuværende spillertrup
Oversigten er opdateret til og med 29. april 2025
| Nr. | Land      | Position | Spiller            |
| --- | --------- | -------- | ------------------ |
| 1   | Spanien   | MM       | David Raya         |
| 2   | Frankrig  | FO       | William Saliba     |
| 3   | Spanien   | FO       | Cristhian Mosquera |
| 4   | England   | FO       | Ben White          |
| 6   | Brasilien | FO       | Gabriel Magalhães  |
| 7   | England   | AN       | Bukayo Saka        |
| 8   | Norge     | MI       | Martin Ødegaard    |
| 9   | Brasilien | AN       | Gabriel Jesus      |
| 11  | Brasilien | AN       | Gabriel Martinelli |
| 12  | Holland   | FO       | Jurrien Timber     |
| 13  | Spanien   | MM       | Kepa Arrizabalaga  |
| 14  | Sverige   | AN       | Viktor Gyökeres    |
| 15  | Polen     | FO       | Jakub Kiwior       |
| 16  | Danmark   | MI       | Christian Nørgaard |

| Nr. | Land     | Position | Spiller             |
| --- | -------- | -------- | ------------------- |
| 17  | Ukraine  | FO       | Oleksandr Zinchenko |
| 19  | Belgien  | AN       | Leandro Trossard    |
| 20  | England  | AN       | Noni Madueke        |
| 21  | Portugal | MI       | Fábio Vieira        |
| 22  | England  | AN       | Ethan Nwaneri       |
| 23  | Spanien  | MI       | Mikel Merino        |
| 24  | England  | AN       | Reiss Nelson        |
| 28  | Belgien  | MI       | Albert lokonga      |
| 29  | Tyskland | AN       | Kai Havertz         |
| 31  | Estland  | MM       | Karl Hein           |
| 33  | Italien  | FO       | Riccardo Calafiori  |
| 36  | Spanien  | MI       | Martín Zubimendi    |
| 41  | England  | MI       | Declan Rice         |
| 49  | England  | FO       | Myles Lewis-Skelly  |

### Danske spillere
- John "Faxe" Jensen (1992–1996)
- Sebastian Svärd (2000–2005)
- Nicklas Bendtner (2005–2014)
- Jonas Rasmussen (2006–2009[5])

## Personale
Oversigten er opdateret til og med 02/5/2025
| Rolle                     | Personale          |
| ------------------------- | ------------------ |
| Cheftræner                | Mikel Arteta       |
| Assistenttræner           | Albert Stuivenberg |
| Assistenttræner           | Miguel Molina      |
| Assistenttræner           | Carlos Cuesta      |
| Målmandstræner            | Inaki Cana         |
| Målmandstræner            | Terry Mason        |
| Fysisk Træner             | Barry Solan        |
| Fysisk Træner             | Sam Wilson         |
| Teknisk Træner            | Nicolas Jover      |
| Chefanalytiker            | Ben Chadwick       |
| Ungdomsspejderkoordinator | Steve Brown        |
| Kampanalytiker            | Stephen Collins    |
| Kampanalytiker            | Tom Cooper         |
| Sportsdirektør            | Andrea Berta       |
| Aktionær                  | Stan Kroenke       |

## Statistik og klubrekorder

### Mestre
Arsenal blev mestre for første gang i 1931 under Chapman. Så vandt de 1933, 1934, 1935, 1938 og så efter Chapmans død d. 6 Januar 1934 først igen i 1948. Så igen i 1953, 1971, 1989, 1991, 1998, 2002 og så igen i 2004 hvor de gik ubesejret igennem sæsonen.

## Resultater gennem sæsonerne
| Sæson     | Premier L. | FA-cup | CL/MEC     | PEC    | UEFA     | Champions League modstandere                                                                                | V  | U  | T  | Mål     | P   |
| --------- | ---------- | ------ | ---------- | ------ | -------- | --- | -- | -- | -- | ------- | --- |
| 2024-25   |            | 1/32   | 1/2        |        |          | Atalanta, Shankhtar Donetsk,PSG,Inter,Sporting CP,Monaco,Dinamo Zagreb,Girona,PSV Eindhoven,Real Madrid,PSG | 9  | 2  | 3  | 31-10   | 29  |
| 2014-2015 | 3          | Vinder | 1/8        |        |          | Borussia Dortmund, Anderlecht, Galatasaray, Monaco F.C.                                                     | 5  | 1  | 2  | 18-11   | 16  |
| 2013-14   | 4          | Vinder | 1/8        |        |          | Borussia Dortmund, S.S.C. Napoli, Olympique de Marseille, Bayern München                                    | 4  | 1  | 3  | 9-8     | 13  |
| 2012-13   | 4          | 1/8    | 1/8        | -      | -        | Schalke 04, Olympiakos, Montpelier, Bayern München                                                          | 4  | 1  | 3  | 13-11   | 13  |
| 2011-12   | 3          | 1/8    | 1/8        | -      | -        | Udinese Calcio, Olympique Marseille, Olympiakos, Borussia Dortmund, AC Milan                                | 6  | 2  | 2  | 13-11   | 20  |
| 2010-11   | 4          | 1/4    | 1/8        | -      | -        | Shakhtar Donetsk, SC Braga, FK Partizan, FC Barcelona                                                       | 5  | 0  | 3  | 21-11   | 15  |
| 2009-10   | 3          | 1/16   | 1/4        | -      | -        | Celtic, Olympiakos, Liege, Rangers, Porto, Barcelona                                                        | 7  | 2  | 3  | 26-14   | 23  |
| 2008-09   | 4          | 1/2    | 1/2        | -      | -        | Twente, Porto, Kiev, Fenerbahce, Roma, Villarreal, Manchester United                                        | 7  | 3  | 4  | 23-11   | 24  |
| 2007-08   | 3          | 1/8    | 1/4        | -      | -        | Sparta Prag, Sevilla, Slavia Prag, Steaua, AC Milan, Liverpool                                              | 7  | 3  | 2  | 24-9    | 24  |
| 2006-07   | 4          | 1/8    | 1/8        | -      | -        | Zagreb, Porto, CSKA Moskva, Hamburg, Eindhoven                                                              | 5  | 3  | 2  | 13-6    | 18  |
| 2005-06   | 4          | 1/16   | Finale     | -      | -        | Ajax, Thun, Sparta Prag, Real Madrid, Juventus, Villarreal, Barcelona                                       | 8  | 4  | 1  | 15-4    | 28  |
| 2004-05   | 2          | Vinder | 1/8        | -      | -        | Eindhoven, Panathinaikos, Rosenborg, Bayern                                                                 | 3  | 4  | 1  | 13-9    | 13  |
| 2003-04   | 1          | 1/2    | 1/4        | -      | -        | Lokomotiv, Inter, Kiev, Vigo, Chelsea                                                                       | 5  | 2  | 3  | 16-11   | 17  |
| 2002-03   | 2          | Vinder | 2. gruppe  | -      | -        | Dortmund, Auxerre, Eindhoven, Valencia, Ajax, Roma                                                          | 4  | 5  | 3  | 15-9    | 17  |
| 2001-02   | 1          | Vinder | 2. gruppe  | -      | -        | Panathinaikos, Mallorca, Schalke, Leverkusen, La Coruña, Juventus                                           | 5  | 1  | 6  | 17-17   | 16  |
| 2000-01   | 2          | Finale | 1/4        | -      | -        | Lazio, Shakhtar, Sparta Prag, Bayern, Lyon, Spartak, Valencia                                               | 7  | 3  | 4  | 19-18   | 24  |
| 1999-2000 | 2          | 1/16   | 1. gruppe  | -      | -        | Barcelona, Fiorentina, AIK Stockholm                                                                        | 2  | 2  | 2  | 9-9     | 8   |
| 1998-99   | 2          | 1/2    | Gruppespil | -      | -        | Kiev, Lens, Panathinaikos                                                                                   | 2  | 2  | 2  | 8-8     | 8   |
| 1997-98   | 1          | Vinder | -          | -      | 1. runde | - | -  | -  | -  | -       | -   |
| 1996-97   | 3          | 1/16   | -          | -      | 1. runde | - | -  | -  | -  | -       | -   |
| 1995-96   | 5          | 1/32   | -          | -      | -        | - | -  | -  | -  | -       | -   |
| 1994-95   | 12         | 1/32   | -          | Finale | -        | 1-2 til Real Zaragoza i finalen, e.f.s.                                                                     | -  | -  | -  | -       | -   |
| 1993-94   | 4          | 1/16   | -          | Vinder | -        | 1-0 over Parma FC i finalen.                                                                                | -  | -  | -  | -       | -   |
| 1992-93   | 10         | Vinder | -          | -      | -        | - | -  | -  | -  | -       | -   |
| 1991-92   | 4          | 1/32   | -          | -      | -        | Totaler | 78 | 38 | 41 | 240-158 | 273 |

## Fodnoter
1. ↑  "Statement of Accounts and Annual Report 2006/2007" (PDF). Arsenal Holdings plc. maj 2007. Arkiveret fra originalen (PDF) 16. februar 2008. Hentet 2007-12-19.
2. ↑  Inglis, Simon (1996) [1985]. Football Grounds of Britain (3rd udgave). London: CollinsWillow. s. 16–17. ISBN 0-00-218426-5.
3. ↑  "Suspension of the Plumstead Ground". The Times. 1895-02-07. s. 6.
4. 1 2  "A Conservation Plan for Highbury Stadium, London" (PDF). Islington Council. februar 2005. Arkiveret fra originalen (PDF) 20. juni 2007. Hentet 11. august 2008.
5. ↑  "Four youngsters turn pro while nine depart". Arsenal.com. Hentet 17. juli 2010. (engelsk)